# Ujigami (sanctuar)

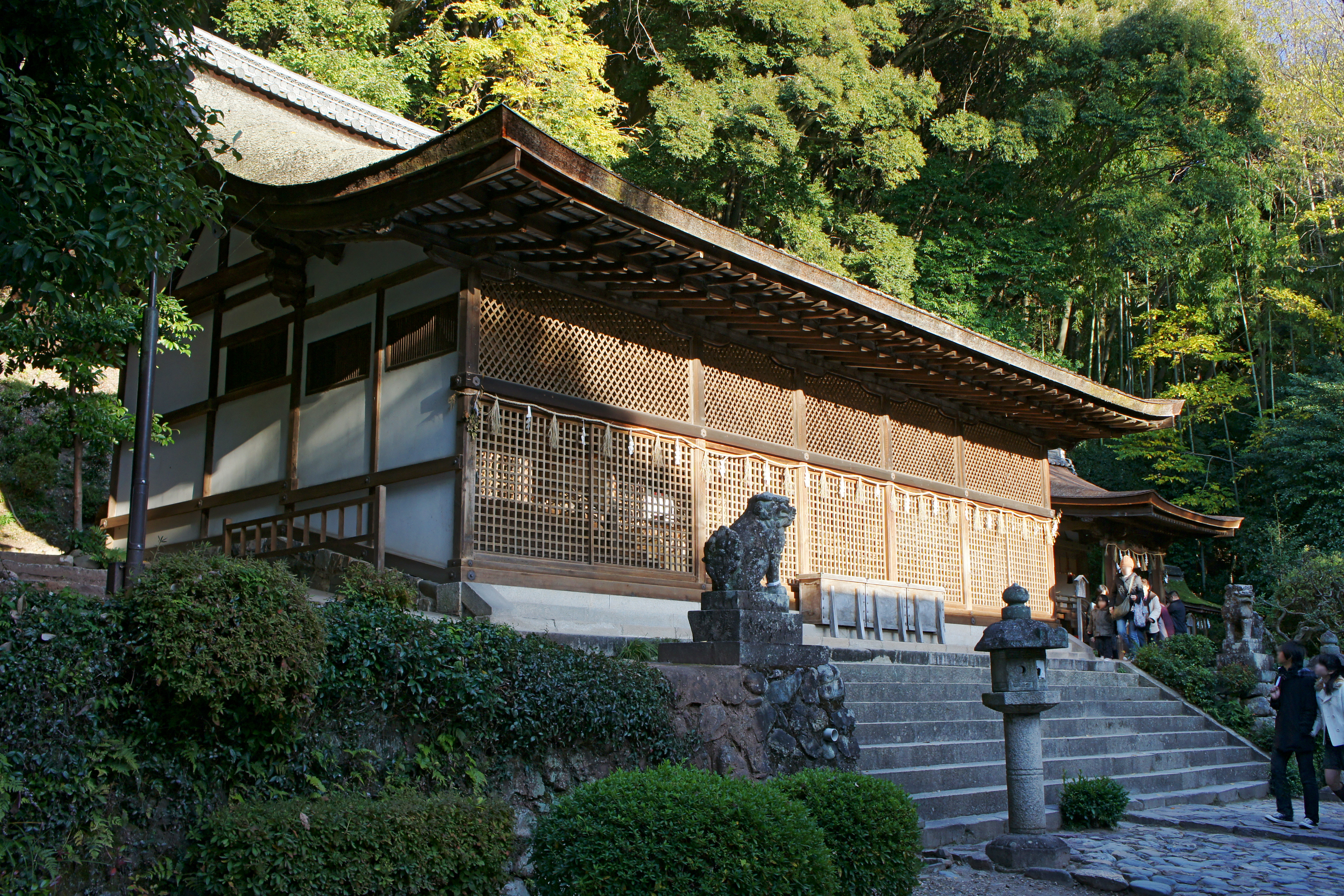
Sanctuarul Ujigami, clădirea Honden, construită în ultimii ani ai perioadei Heian. Tezaur Național al Japoniei.

Ujigami (宇治上神社 ujigami-jinja?) este un sanctuar șintoist (jinja) din orașul Uji în prefectura Kyoto, Japonia. Până în 1868 complexul, compus din Uji-jinja (atunci Rikyu-Shimo) și Ujigami-jinja (pe atunci Rikyu-Kami), era cunoscut sub denumirea comună de Rikyu-jinja.

## Istoric
- Conform rezultatelor analizei dendrocronologice, sanctuarul a fost construit în jurul anului 1060 și este considerat cel mai vechi sanctuar șintoist. Se presupune că fondarea sanctuarului ar fi avut legătură cu construirea templului budist Byodo-In în 1052.
- În decembrie 1994 templul a fost inclus în lista de Partimoniul Cultural Mondial UNESCO ca parte a complexului Monumente istorice ale vechiului Kyoto (orașele Kyoto, Uji și Otsu)[3].

## Fotogalerie

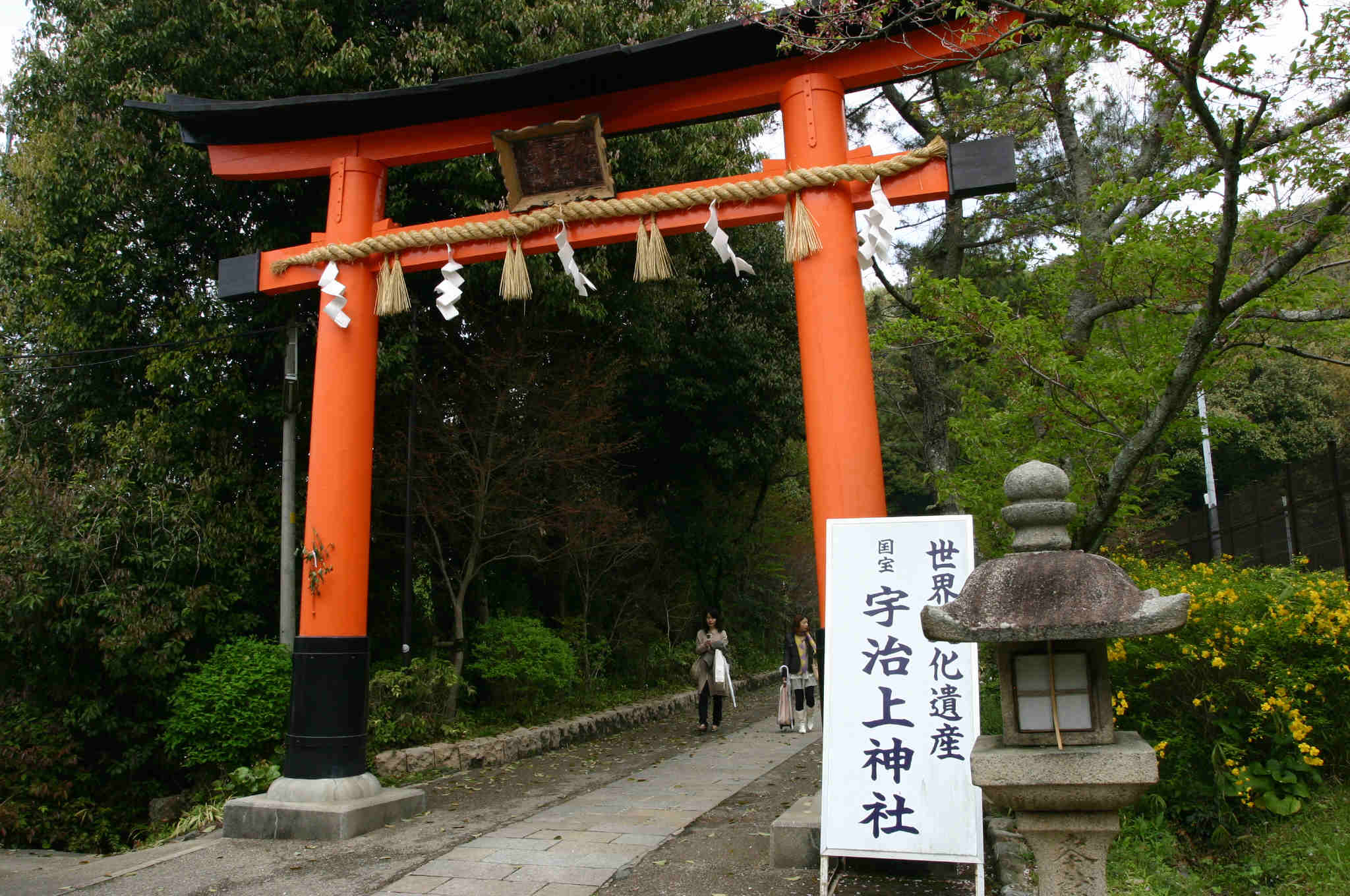
Torii, porţile sanctuarului
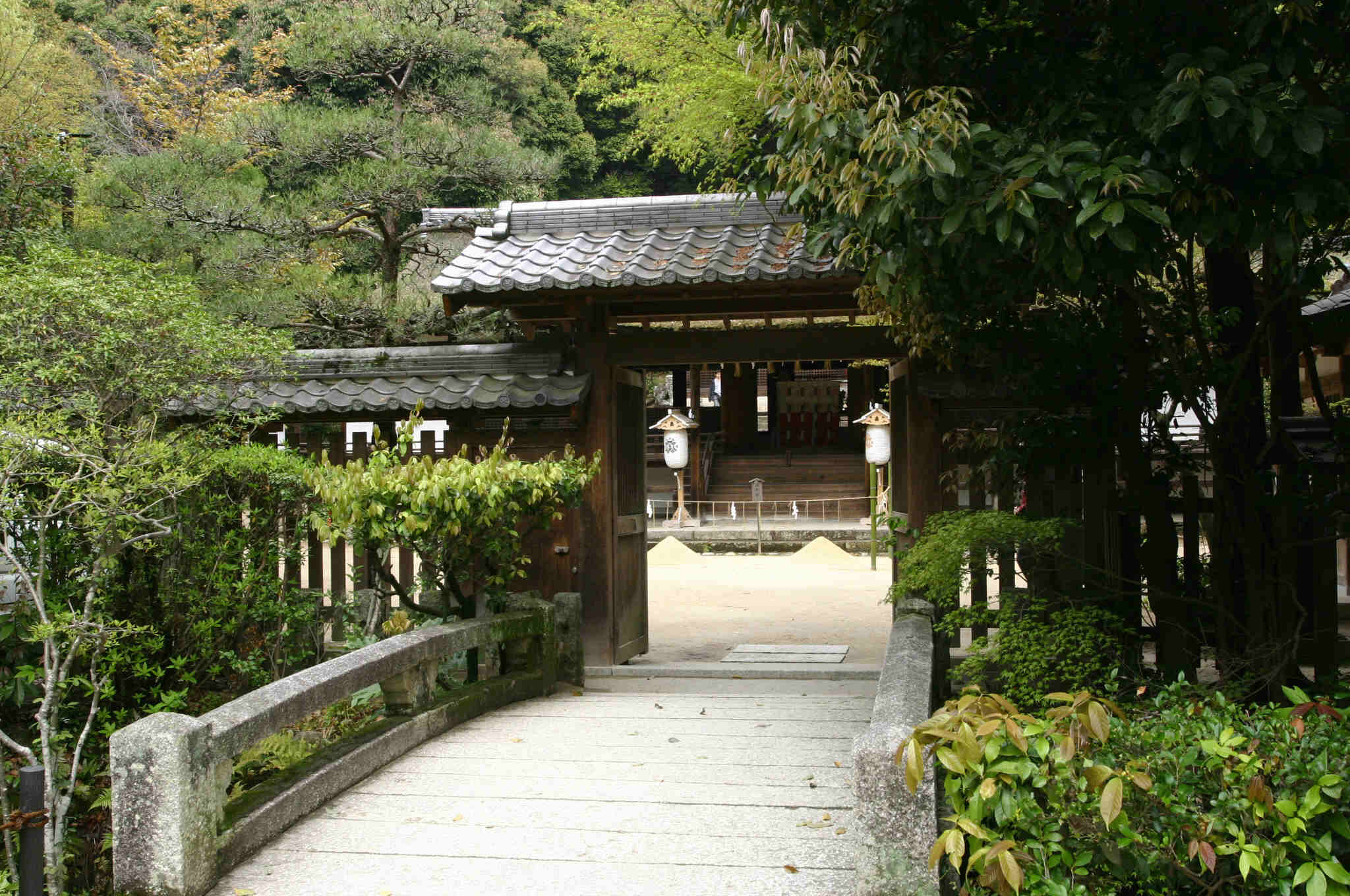
Intrarea în sanctuar
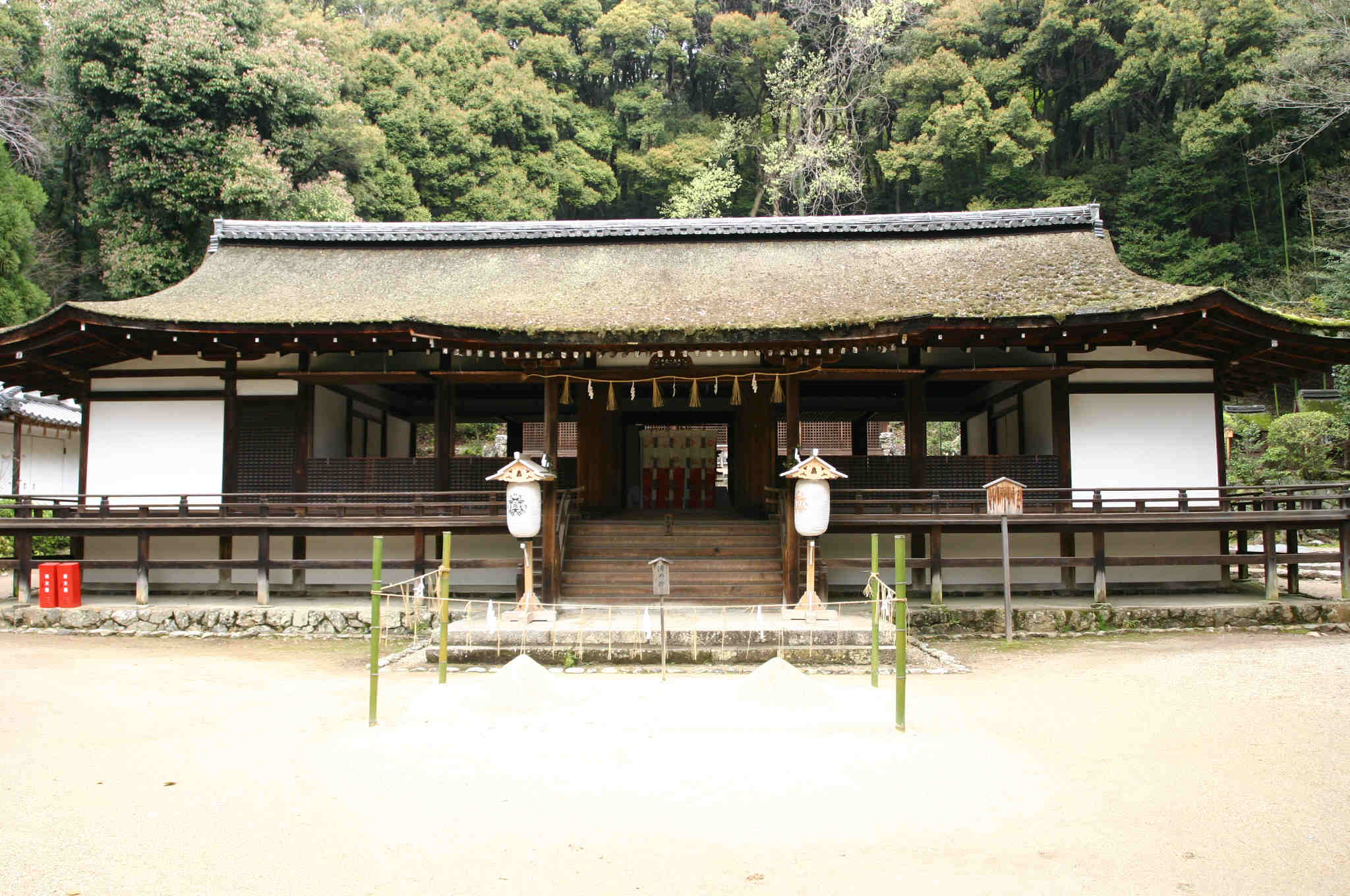
Clădirea Hai-Den, parte a Tezaurului Național[2].
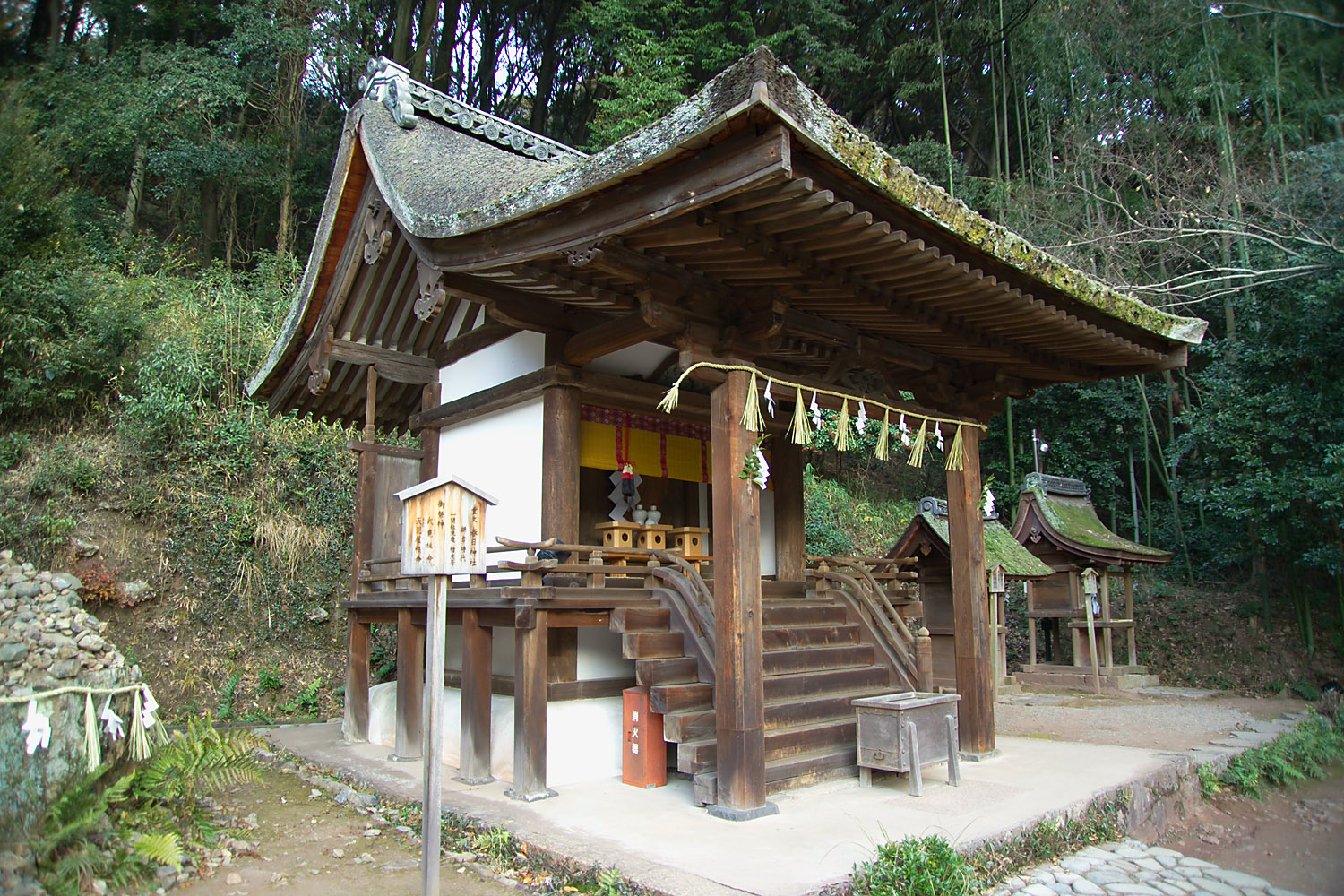
Clădirea Kasuga, construită în perioada Kamakura[1], parte a Patrimoniului Cultural Important
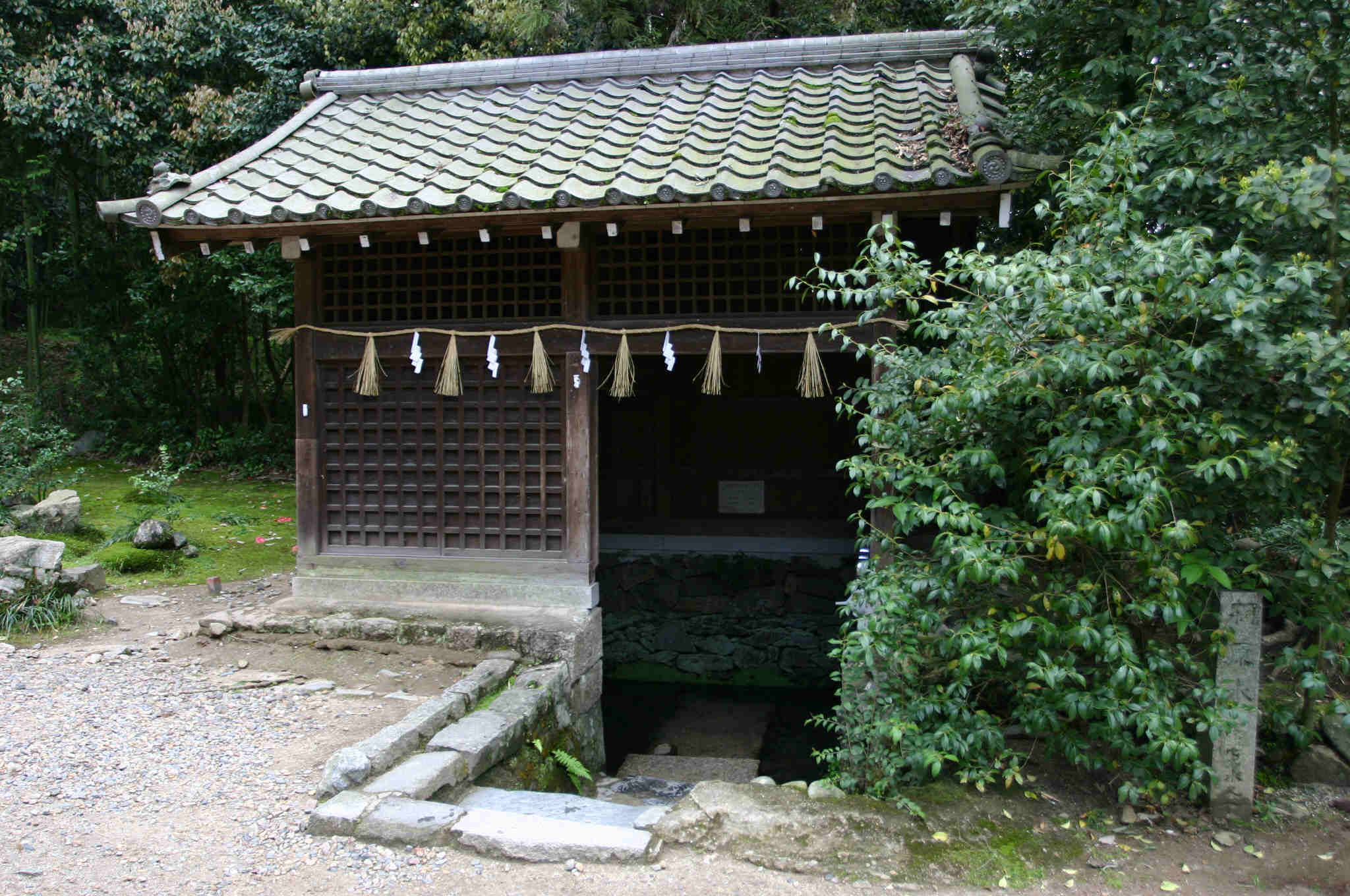
Izvorul Kiriharasui
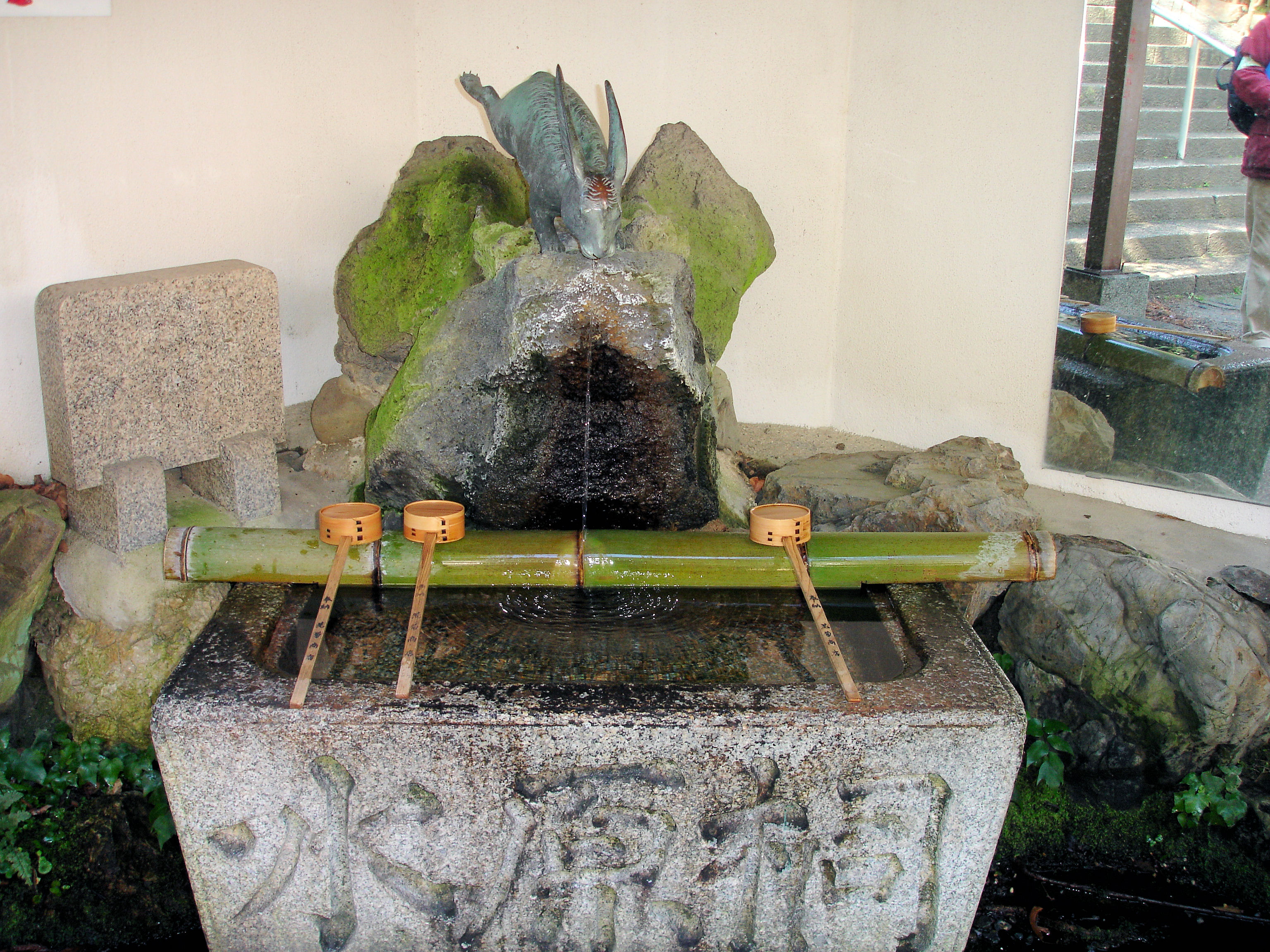
Chōzuya, pavilionul cu apă pentru ceremonii de purificare